# II Pegasi

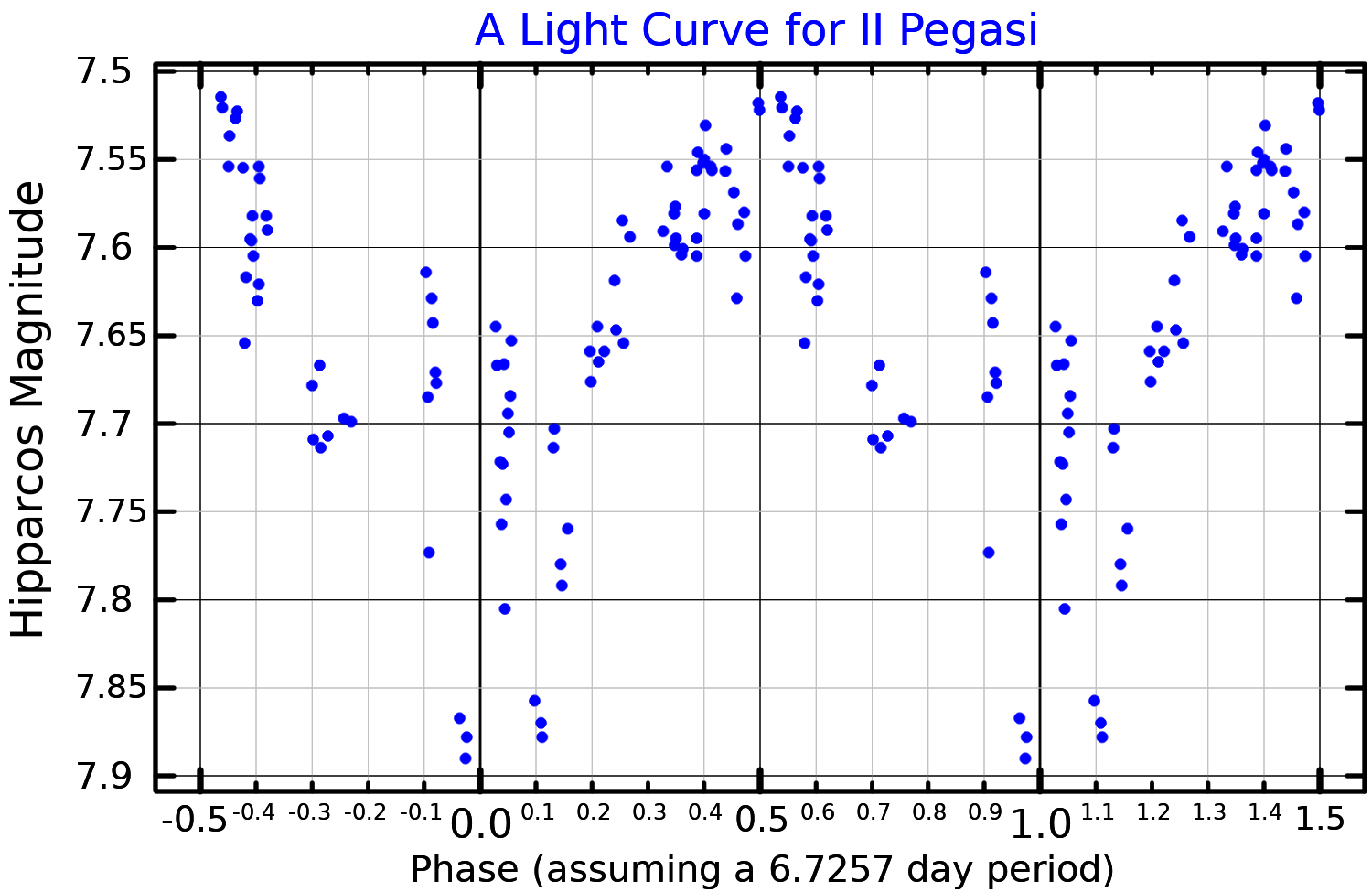
Curva de luz de II Pegasi

II Pegasi (II Peg / HD 224085 / HIP 117915) es una estrella variable en la constelación de Pegaso. Su magnitud aparente media es +7,37 y se encuentra a 138 años luz del sistema solar.
II Pegasi es una estrella binaria cercana —la distancia entre las componentes es de 0,032 UA— con un período orbital de 6,724 días. La estrella principal, II Pegasi A, es una subgigante naranja con una masa de 0,90 masas solares, mientras que II Pegasi B tiene una masa de 0,38 masas solares. Debido a la fuerte atracción gravitatoria, ambas estrellas rotan rápidamente, unas cuatro veces más deprisa que el Sol.
Su velocidad a través del espacio sugiere que es una vieja estrella de disco.
Se sabe que II Pegasi es una estrella fulgurante en rayos X desde mediados de la década de 1970.
De hecho, entre las estrellas que están a menos de 50 pársecs del sistema solar, es la más brillante en rayos X; su luminosidad —en dicha región del espectro— llega a los 175,75 × 1022 W.
Además, es brillante y activa como radiofuente y en la región ultravioleta.
Catalogada como variable RS Canum Venaticorum, su brillo fluctúa entre magnitud +7,18 y +7,78 en un período de 6,703 días.
En 2005 el observatorio espacial Swift observó una enorme erupción, 100 millones de veces más intensa que una llamarada normal del Sol, en II Pegasi A. Este destello es quizás la explosión estelar magnética de mayor energía que se ha detectado nunca, con una intensidad comparable al de una nova.
Se piensa que la rápida rotación de las estrellas conduce a la formación de estas enormes erupciones.
Una erupción así en nuestro Sol provocaría una extinción masiva en la Tierra.